# Le Don du mensonge
Le Don du mensonge (Give Unto Others,, dans les éditions originales en anglais) est un roman policier américain de Donna Leon, publié en 2022. C'est le 31e roman de la série mettant en scène le personnage de Guido Brunetti.

## Éditions
Éditions originales en anglais
- (en) Donna Leon, Give Unto Others, Londres, William Heinemann, 3 mars 2022, 304 p. (ISBN 978-1-52915-160-2) — Édition britannique
- (en) Donna Leon, Give Unto Others, New York, Atlantic Monthly Press, 15 mars 2022, 295 p. (ISBN 978-0-8021-5940-3) — Édition américaine

Éditions françaises
- Donna Leon (auteur) et Gabriella Zimmermann (traducteur) (trad. de l'anglais), Le Don du mensonge [« Give Unto Others »], Paris, Calmann-Lévy, 23 août 2023, 324 p. (ISBN 978-2-7021-8587-2)

## Adaptation télévisée
À la différence des 26 premiers romans de la série mettant en scène le commissaire Brunetti, Transient Desires n'a pas encore fait l'objet d'une adaptation télévisée, dans le cadre de la série Commissaire Brunetti, produite par le réseau ARD.